# Роман Мстиславич
Рома́н Мстисла́вич (бл.1152 — 19 червня 1205) — великий князь київський (1201, 1204), князь новгородський (1168—1170), володимирський (1170—1187, 1188–1205), галицький (1188, 1199–1205),  з династії Рюриковичів. Галицько-волинський літописець титулує його «самодержцем всія Русі» та «володарем Руської землі». Засновник Галицько-Волинського князівства й монаршого правлячого роду Романовичів.

## Біографія
Роман Мстиславич був сином великого київського князя Мстислава II Ізяславича та його дружини Агнешки — дочки польського князя Болеслава III Кривоустого.

### Новгородське княжіння
У 1168 році Романа Мстиславича, батько якого сидів у Києві, запросили княжити до Новгорода Великого. У лютому 1170 на чолі новгородської дружини розбив війська, що їх послав на місто владимирський і суздальський князь Андрій Боголюбський під керівництвом свого сина Мстислава Андрійовича.
Восени 1170 р., після смерті Романового батька, «новгородці показали йому путь», він вирушив на Волинь та сів у Володимирі.

### Князювання на Волині
Після смерті Мстислава II Ізяславовича волинські землі були поділені між його синами: Роман одержав Володимир, Всеволод — Белз, Святослав — Червен, Володимир — Берестя. До 1188 Роман одружився з Предславою, донькою овруцького князя Рюрика Ростиславича.
1188 року Роман Мстиславич, скориставшися смертю галицького князя Ярослава Осмомисла та вступивши у змову з галицькими боярами проти Володимира Ярославича, захопив Галич. При цьому він віддав Володимир своєму братові Всеволоду. Але в Галичі Роман не втримався (був змушений тікати від військ угорського короля Бели III) і, порушивши клятву, яку дав своєму братові, вигнав його з Володимира за допомогою свого тестя, Рюрика.
Після смерті у 1194 році великого князя київського Святослава Всеволодовича новим великим князем став Рюрик Ростиславич. У 1195 році він віддав у володіння Роману Мстиславичу Торчеськ і ще 4 міста («часть» на півдні Київської землі) - Богуславль, Корсунь, Канів та Треполь, але на вимогу владимирського князя Всеволода Юрійовича Велике Гніздо відібрав їх у зятя і віддав Всеволоду. Інтриги Всеволода Юрійовича призвели до того, що Роман Мстиславич посварився з Рюриком Ростиславичем і уклав таємну угоду з чернігівським князем Ярославом Всеволодовичем. Коли Рюрик Ростиславич про це дізнався, Роман, побоюючись тестя та його союзника Всеволода Юрійовича, поїхав до Польщі, де звернувся за допомогою до своїх двоюрідних братів, синів краківського князя Казимира II Справедливого — краківського і мазовецького князя Лешека Білого і його молодшого брата-співправителя Конрада. Останні погодилися допомогти, але спочатку просили допомогти у війні зі своїм дядьком, великопольським князем Мешком III Старим. У результаті Роман взяв участь у битві на Мозгаві, де був поранений. Після цього він тимчасово помирився з тестем і отримав від нього місто Полонне (а також «пів тартака Корсунського»). Проте вже 1196 Роман у союзі з Ольговичами воював проти Рюрика Ростиславича. Восени 1196 або взимку 1198/99 Роман відіслав свою дружину до її батька. Незабаром він узяв другий шлюб — з Анною, чиє походження дискусійне.

### Об'єднання Галицько-Волинського князівства та боротьба за Київ
По смерті останнього галицького князя з династії Ростиславичів — Володимира, сина Ярослава Осмомисла, — об'єднав галицьке князівство з володимирським (західно-волинське) (1199), створивши Галицько-Волинську державу. Здібний політик і добрий полководець, жорстоко приборкавши непокірних бояр, мав підтримку у міщанства. У двох походах 1201—1202 і 1203—1204 років його війська розбили половців і визволили чимало бранців. Вершиною його успіхів було взяття Києва та включення його у сферу своїх впливів. У зовнішній політиці Роман Мстиславович підтримував тісний союз із Візантією та Угорщиною, мав зв'язки з Римським Папою Інокентієм ІІІ, перемагав неспокійних сусідів — половців і литовські племена, втрутився в справи німецьких князів, через свою другу дружину Єфросинію-Анну був поріднений з імператором Священної римської імперії Філіпом Швабським, який був одружений з сестрою Єфросинії — Іриною Ангеліною.
Роман Мстиславович намагався подолати роздрібненість Київської Русі. Був ініціатором зміни порядку престолонаслідування на основі принципу майорату. Проте передчасна смерть не дозволила реалізувати йому амбіційні плани.
1204 року Папа Римський Інокентій ІІІ вислав до Великого князя Київського Романа посольство й запропонував надати йому королівську корону та титул Короля Русі[джерело?], одначе Роман не встиг отримати корону (невдовзі він загине) й пішов війною на Польщу. Він просив благословення від Володимирського єпископа на цю війну[джерело?], проте єпископ не підтримав дії князя.
Підтримував тісні зв'язки з бенедиктинцями монастиря св. Петра в Ерфурті.

### Загибель і поховання
У 1205 році Роман з якоїсь причини розірвав багаторічний союз з Лешком Білим і його братом Конрадом, вдерся в Малопольщу, взяв два міста і зупинився на Віслі поблизу Завихоста. Тут, від'їхавши з малим загоном від головних сил, Роман несподівано був атакований поляками і загинув в бою. Уява польських хроністів перетворила цю сутичку в грандіозну битву (битва при Завихості).
Був тимчасово похований у церкві святого Якова на передмісті Сандомира. Ян Длугош стверджував про викуп тіла за 1000 фунтів срібла. Теофіль Коструба твердив, що князь мав бути похований в Успенському соборі Володимира. Іван Крип'якевич на основі праць Яна Длугоша, Леонтій Войтович підтримали варіант поховання у Володимирі. Б. Томенчук, Д. Домбровський вважали, що князь був похований у невідомому монастирі Володимира, де пізніше поховали дружину. В Суздальському літописі стверджується про поховання князя в Успенському соборі міста Галич. О. Головко припускає, що князь міг бути похований в збудованій за його сприяння Церкві святого Пантелеймона (тепер с. Шевченкове), біля якої нещодавно після розкопок знайшли залишки його резиденції.

### Боротьба за спадщину
Після смерті Романа Мстиславича залишилося двоє малолітніх синів Данило (4 роки) та Василько (2 роки). Одразу після його смерті невдоволене галицьке боярство вигнало малолітніх князів з їхньої матір'ю та запросило на князювання сіверських князів Ігоревичів. Романовичі не змирилися з цим і почали боротьбу за свою спадщину, яка тривала близько 40 років, і завершилась їхнім утвердженням у Галицько-Волинському князівстві.

## Оцінки діяльності
Сучасний Роману Мстиславичу літописець, оцінюючи його заслуги у справі з'єднання більшості руських земель, називає його «самодержцем усієї Руси». Також половецькою піснею про Романа починається Галицько-Волинський літопис:
|  | По смерті ж великого князя Романа, вікопомного самодержця всеї Русі, який одолів усі поганські народи, мудрістю ума додержуючи заповідей божих, [*...] Він бо кинувся був на поганих, як той лев, сердитий же був, як та рись, і губив [їх], як той крокодил, і переходив землю їх, як той орел, а хоробрий був, як той тур, бо він ревно наслідував предка свого Мономаха, що погубив поганих ізмаїльтян, тобто половців, вигнав [хана їхнього] Отрока в Обези за Залізнії ворота, а [хан] Сирчан зостався коло Дону, рибою живлячись. |

У Василя Татищева Роман має таку характеристику:
|  | Сей Роман Мстиславич, онук Ізяславів, на зріст був хоча не дуже великий, але широкий і понад міру сильний; з лиця гарний, очі чорні, ніс великий з горбом, волосся чорне і коротке; вельми ярий був у гніві; запинався, коли сердився, довго не міг слова вимовити; багато веселився з вельможами, але п'яним ніколи не був. Багатьох жінок любив, але жодна ним не володіла. Воїн був хоробрий і вмілий на військові виправи; найпаче [це] він показав, коли угрів велике військо з малим своїм розбив. Усе життя своє у війнах провадив, багато перемог здобув, а в одній був переможений. Через те всім навколишнім був страшний. Коли йшов на поляків, то сказав: «Або поляків подолаю і підкорю, або сам не вернусь!» І збулося останнє |

Ян Длугош у своїй Хроніці:
«Зневаживши клятву і договір, він закликає до себе і хапає перших з галичан, які нічого дурного від нього не чекали, з яких кого публічно страчує мечем, кого закопує і засипає піском, кого на очах у всіх розриває на частини, з кого здирає шкіру, у кого вириває нутрощі, багатьох, прив'язавши як мішень до стовпа, розстрілює стрілами і умертвляє різними [іншими] стратами. Рідні, близькі та сини убитих воїнів і майже вся знать, приголомшені такою жахливою жорстокістю, втекли в сусідні землі, покладаючи у своїх квилінні і скаргах всю провину на польського князя Лестко і поляків, що поставили над ними настільки лютого князя, що не має, крім людського вигляду, нічого людського. Тоді Роман, вживши свою хитрість, перебільшеними ласками і обіцянками знову закликає їх і, протримавши недовго в честі і милості, зрештою вбиває, піддавши різним тортурам. Він винищує своїм тиранством майже всю галицьку знать, маючи звичай, на виправдання своїх злочинів, вживати прислів'я, що стала [для нього] свого роду урочистим оракулом небес: „Ніхто не зможе спокійно насолодитися медом, якщо спершу не прігнітить бджолиний рій“. Своєю лютістю і тиранством він навів не тільки на своїх, але й на сусідів такий страх, здобув собі за короткий час таку славу і владу, що з легкістю володів усіма руськими областями і всі князі Русі були його данниками і підданими. Це часто пригнічувало поляків, що не пішло б діло до їх смерті, [але] вони найчастіше мовчали, побоюючись, щоб загроза тиранії Романа коли-небудь не впала і на них»

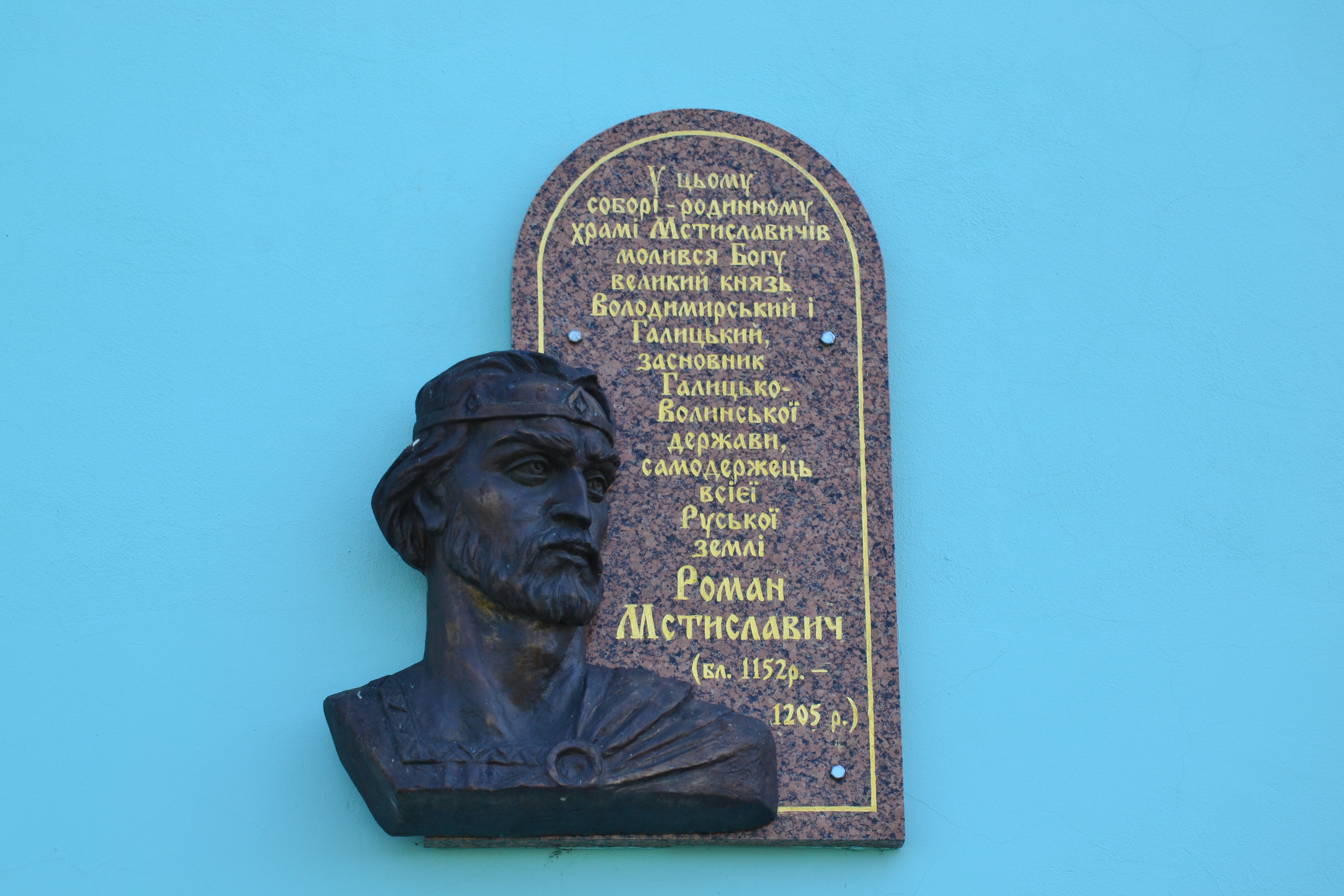
Меморіальна дошка князю Роману Мстиславичу на будівлі Свято-Успенського кафедрального собору у місті Володимир Волинської області

## Вшанування пам'яті

### Вулиці
- Вулиця Князя Романа Мстиславича у місті Київ
- Вулиця Романа Мстиславича у місті Дніпро
- Вулиця Князя Романа у місті Володимир
- Вулиця Князя Романа у місті Львів
- Вулиця Князя Романа у місті Луцьк
- Вулиця Князя Романа у місті Рівне
- Вулиця Князя Романа у місті Ковель
- Вулиця Князя Романа у місті Костопіль
- Вулиця Князя Романа у місті Нововолинськ
- Вулиця Князя Романа у місті Полонне

### Військове формування
- 14-та окрема механізована бригада імені князя Романа Великого

## Сім'я
- Діти:
  - Федора (?—після 1200) ∞ Василько, галицький княжич-бастрад
  - Олена (?—після 1241) ∞ Михайло, князь чернігівський
  - Данило (1202—1264), князь галицький (1205—1206, 1211—1212, 1230—1232, 1233—1234, 1238—1264), володимирський (1205—1208, 1215—1238), київський (1239—1240), галицько-волинський (1238—1264), король Русі (1253—1264)
  - Василько (бл. 1205—1269), князь белзький (1207—1211), берестейський (1208—1210, 1219—1228), перемильський (1209—1219), пересопницький (1225—1229), луцький (1229—1238), володимирський (1238—1269)
  - Саломея (бл. 1204/1205—1235) ∞ Святополк II, східнопомеранський князь[10]

### Родовід
|  |                                         |  |  |  |  |  |  |  |  |  |  |  |  |  |  |  |
|  | 8. Мстислав І, великий князь київський  |  |  |  |  |  |  |  |  |  |  |  |  |  |  |  |
|  |                                         |  |  |  |  |  |  |  |  |  |  |  |  |  |  |  |
|  |                                         |  |  |  |  |  |  |  |  |  |  |  |  |  |  |  |
|  | 4. Ізяслав II, великий князь київський  |  |  |  |  |  |  |  |  |  |  |  |  |  |  |  |
|  |                                         |  |  |  |  |  |  |  |  |  |  |  |  |  |  |  |
|  |                                         |  |  |  |  |  |  |  |  |  |  |  |  |  |  |  |
|  | 9. Христина, шведська принцеса          |  |  |  |  |  |  |  |  |  |  |  |  |  |  |  |
|  |                                         |  |  |  |  |  |  |  |  |  |  |  |  |  |  |  |
|  |                                         |  |  |  |  |  |  |  |  |  |  |  |  |  |  |  |
|  | 2. Мстислав II, великий князь київський |  |  |  |  |  |  |  |  |  |  |  |  |  |  |  |
|  |                                         |  |  |  |  |  |  |  |  |  |  |  |  |  |  |  |
|  |                                         |  |  |  |  |  |  |  |  |  |  |  |  |  |  |  |
|  | 10. Конрад III, король Німеччини        |  |  |  |  |  |  |  |  |  |  |  |  |  |  |  |
|  |                                         |  |  |  |  |  |  |  |  |  |  |  |  |  |  |  |
|  |                                         |  |  |  |  |  |  |  |  |  |  |  |  |  |  |  |
|  | 5. Агнеса, німецька принцеса            |  |  |  |  |  |  |  |  |  |  |  |  |  |  |  |
|  |                                         |  |  |  |  |  |  |  |  |  |  |  |  |  |  |  |
|  |                                         |  |  |  |  |  |  |  |  |  |  |  |  |  |  |  |
|  | 11. Гертруда з Комбурга (1095—1130)     |  |  |  |  |  |  |  |  |  |  |  |  |  |  |  |
|  |                                         |  |  |  |  |  |  |  |  |  |  |  |  |  |  |  |
|  |                                         |  |  |  |  |  |  |  |  |  |  |  |  |  |  |  |
|  | 1. Роман ІІ, великий князь київський    |  |  |  |  |  |  |  |  |  |  |  |  |  |  |  |
|  |                                         |  |  |  |  |  |  |  |  |  |  |  |  |  |  |  |
|  |                                         |  |  |  |  |  |  |  |  |  |  |  |  |  |  |  |
|  | 12. Владислав I, польський князь        |  |  |  |  |  |  |  |  |  |  |  |  |  |  |  |
|  |                                         |  |  |  |  |  |  |  |  |  |  |  |  |  |  |  |
|  |                                         |  |  |  |  |  |  |  |  |  |  |  |  |  |  |  |
|  | 6. Болеслав III, польський князь        |  |  |  |  |  |  |  |  |  |  |  |  |  |  |  |
|  |                                         |  |  |  |  |  |  |  |  |  |  |  |  |  |  |  |
|  |                                         |  |  |  |  |  |  |  |  |  |  |  |  |  |  |  |
|  | 13. Юдіт, богемська принцеса            |  |  |  |  |  |  |  |  |  |  |  |  |  |  |  |
|  |                                         |  |  |  |  |  |  |  |  |  |  |  |  |  |  |  |
|  |                                         |  |  |  |  |  |  |  |  |  |  |  |  |  |  |  |
|  | 3. Агнешка, польська князівна           |  |  |  |  |  |  |  |  |  |  |  |  |  |  |  |
|  |                                         |  |  |  |  |  |  |  |  |  |  |  |  |  |  |  |
|  |                                         |  |  |  |  |  |  |  |  |  |  |  |  |  |  |  |
|  | 14. Генріх з Бергу                      |  |  |  |  |  |  |  |  |  |  |  |  |  |  |  |
|  |                                         |  |  |  |  |  |  |  |  |  |  |  |  |  |  |  |
|  |                                         |  |  |  |  |  |  |  |  |  |  |  |  |  |  |  |
|  | 7. Соломія, берзька князівна            |  |  |  |  |  |  |  |  |  |  |  |  |  |  |  |
|  |                                         |  |  |  |  |  |  |  |  |  |  |  |  |  |  |  |
|  |                                         |  |  |  |  |  |  |  |  |  |  |  |  |  |  |  |
|  | 15. Аделайда з Мохенталю                |  |  |  |  |  |  |  |  |  |  |  |  |  |  |  |
|  |                                         |  |  |  |  |  |  |  |  |  |  |  |  |  |  |  |
|  |                                         |  |  |  |  |  |  |  |  |  |  |  |  |  |  |  |

### Монографії
- Войтович Л.  Князівські династії Східної Європи (кінець IX — початок XVI ст.). Львів: Інститут українознавства, 2000.
- Войтович, Л.В.  Княжа доба на Русі: портрети еліти. — Біла Церква, 2006.

### Статті
- Головко О. Останній похід князя Романа Мстиславича у джерелах та історичній думці // Український історичний журнал. К., 2009. № 4 (487) (лип.—серп.) С. 28—48.
- Войтович Л.В. Ще раз про загадку загибелі князя Романа Мстиславовича. Княжа доба: історія і культура — 2015. — Вип. 9. — С. 9-22.

### Довідники
- Роман Мстиславич // Енциклопедія історії України : у 10 т. / редкол.: В. А. Смолій (голова) та ін. ; Інститут історії України НАН України. — К. : Наукова думка, 2012. — Т. 9 : Прил — С. — С. 277. — ISBN 978-966-00-1290-5.
- Енциклопедія українознавства : Словникова частина : [в 11 т.] / Наукове товариство імені Шевченка ; гол. ред. проф., д-р Володимир Кубійович. — Париж — Нью-Йорк : Молоде життя, 1955—1995. — ISBN 5-7707-4049-3.
- Історія України в особах: IX—XVIII ст. — К. : Видавництво «Україна», 1993. — 396 с.
- Котляр, М.Ф. Роман-Борис Мстиславич // Українська дипломатична енциклопедія: У 2-х т./Редкол.:Л. В. Губерський (голова) та ін. — К.:Знання України, 2004 — Т.2 — 812с. ISBN 966-316-045-4
- Нагірний В.НАЧАЛО КНѦЖЕНИѦ.
- Роман Мстиславич // Довідник з історії України. За ред. І. Підкови та Р. Шуста. — К. : Генеза, 1993.
- Роман Мстиславович // Українська мала енциклопедія : 16 кн. : у 8 т. / проф. Є. Онацький. — Накладом Адміністратури УАПЦ в Аргентині. — Буенос-Айрес, 1964. — Т. 7, кн. XIII : Літери Риз — Се. — С. 1627-1628. — 1000 екз.